# Resposta glomar

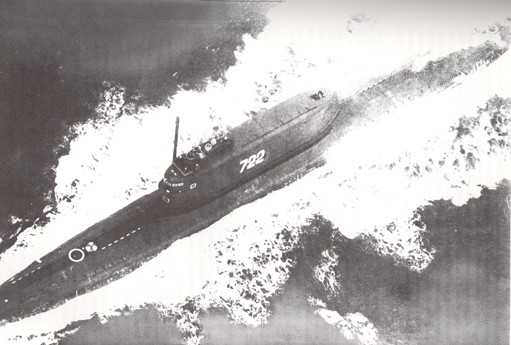
Projeto 629A - submarino para míssil balístico soviético a diesel-elétrico K-129

Na lei dos Estados Unidos, o termo resposta Glomar (ou "Glomarização" ou Negação Glomar) foi criado baseado na resposta dada pela Agência Central de Inteligência dos EUA (CIA) sobre o projeto secreto para recuperar o submarino soviético K-129 perdido no fundo do oceano Pacífico, no verão de 1974, usando o navio, construído pela Hughes Glomar Explorer. O termo se refere a uma resposta que "nem confirma ou nega" um pedido feito baseado na Lei de Liberdade de Informação (FOIA). Existem dois tipos de ocorrências em que uma glomarização tem sido usado. A primeira é em um contexto de segurança nacional, onde nega por razões de segurança, um pedido de fornecer informações se os documentos ou programas que o solicitante está buscando existem de fato. A negação Glomar também é utilizada no caso de privacidade, em que uma resposta quanto a uma pessoa é ou não é mencionada em arquivos legais podem ter uma conotação estigmatizante.